# Felipe Marino
Felipe Marino (San Antonio de Padua, Argentina, 11 de octubre de 1925–Medellín, Colombia, 9 de enero de 2003) fue un futbolista argentino que jugaba de delantero. Tuvo trayectoria en diversos equipos del futbol argentino y colombiano, fue goleador del Campeonato Colombiano de 1955 y 1959 con Independiente Medellín. Durante su carrera jugó 237 partidos y convirtió 159 goles; es uno de los máximos goleadores del Fútbol Profesional Colombiano.

## Clubes
| Club                   | País                | Año                 | Partidos | Goles |
| ---------------------- | ------------------- | ------------------- | -------- | ----- |
| Chacarita Juniors      | Argentina           | 1947-1949           | 12       | 6     |
| Huracán                | Argentina           | 1950                | 4        | 0     |
| Sarmiento              | Argentina           | 1952                | 8        | 3     |
| Sporting Club          | Colombia            | 1953                | 21       | 17    |
| Independiente Medellín | Colombia            | 1954-1956 1959-1960 | 101      | 77    |
| Nacional               | Colombia            | 1956-1957 1962-1963 | 45       | 32    |
| Atlético Bucaramanga   | Colombia            | 1957                | 17       | 7     |
| Cúcuta Deportivo       | Colombia            | 1958-1959           | 29       | 17    |
| Total en la carrera    | Total en la carrera | Total en la carrera | 237      | 159   |

## Palmarés

### Campeonatos nacionales
| Título           | Club     | País     | Año  |
| ---------------- | -------- | -------- | ---- |
| Primera División | Medellín | Colombia | 1955 |

## Distinciones individuales
| Distinción                                    | Año  |
| --------------------------------------------- | ---- |
| Goleador del Campeonato colombiano (22 goles) | 1955 |
| Goleador del Campeonato colombiano (35 goles) | 1959 |